# Medaglia di Guarino Veronese
La medaglia di Guarino Veronese fu realizzata in bronzo da Matteo de' Pasti nel 1446 circa e misura circa 9,3 cm di diametro.

## Storia
Al 1446 Matteo de' Pasti datò diverse medaglie per Sigismondo Pandolfo Malatesta, tra cui una serie a lui dedicata e una alla moglie Isotta degli Atti. In quegli anni inoltre effigiò alcuni personaggi di spicco gravitanti alla corte riminese, tra cui, appunto, Guarino Veronese.

## Descrizione
Il recto mostra il busto dell'umanista di profilo, elegantemente composto con la scritta sul bordo che recita GVARINVS a sinistra e VERONENSIS a destra. Il ritratto, derivato dall'esempio di Pisanello (maestro di Matteo de' Pasti) ma di proporzioni leggermente più ampie rispetto alla dimensione della medaglia, è caratterizzato da un'idealizzazione all'antica, essenziale e scevro da retorica, in una composizione accuratamente bilanciata col testo. Intensa è la caratterizzazione fisiognomica, sicuramente frutto di uno studio dal vero: la fronte è alta, il naso pronunciato, l'occhio attento, il mento segnato dall'età. Degna dei migliori ritratti del Rinascimento, l'effigie trasmette valori psicologici, quali la dignità, l'altezza d'animo, la nobiltà di pensiero. Indossa un mantello appuntato sulla spalla, altro richiamo all'antichità classica.
Il rovescio presenta un'allegoria abbastanza convenzionale, dall'inventiva che è stata giudicata "debole". Una corona d'alloro baccato, simile a quella che ricorre nel verso della medaglia di Leon Battista Alberti (dove però non ci sono le bacche), incornicia una fontana su una radura punteggiata da erbette. Dalla vasca principale, a forma di calice, scende l'acqua che bagna la vasca inferiore, zampillando in alto da un globo rialzato, sul quale sta una figura di un fanciullo nudo che regge una clava e una specie di veste o uno scudo, probabilmente un giovane Ercole con la leonté o un guerriero simbolico.
All'esterno la firma dell'artista: MATTEVS • DE PASTIS • F[ecit] •. La F è girata verso il basso, sotto la fontana, e non segue quindi l'andamento delle lettere lungo il bordo.